# Joëlle Bernard
Joëlle Bernard est une actrice française, née le 14 août 1928 à Vitry-le-François (France) et morte le 23 mars 1977 dans le 16e arrondissement de Paris.

## Biographie
Joëlle Bernard fut l'épouse de Roger Pigaut. Elle s'est suicidée le 23 mars 1977. Elle est enterrée au cimetière de Nogent-sur-Marne (D23-18).

## Filmographie
- 1946 : Lunegarde de Marc Allégret
- 1947 : Quai des Orfèvres de Henri-Georges Clouzot
- 1948 : Les Drames du bois de Boulogne de Jacques Loew (court métrage)
- 1948 : Aux yeux du souvenir de Jean Delannoy
- 1949 : Miquette et sa mère de Henri-Georges Clouzot
- 1950 : La Belle que voilà de Jean-Paul Le Chanois
- 1950 : Méfiez-vous des blondes de André Hunebelle
- 1951 : Les Maîtres nageurs de Henri Lepage
- 1951 : Casque d'Or de Jacques Becker
- 1951 : Chassé-croisière - court métrage - de Pierre Lafond
- 1951 : Si ça vous chante de Jacques Loew
- 1952 : Horizons sans fin de Jean Dréville
- 1952 : La Jeune Folle de Yves Allégret
- 1952 : Rue de l'Estrapade de Jacques Becker
- 1952 : Les Dents longues de Daniel Gélin
- 1953 : La neige était sale de Luis Saslavsky
- 1953 : L'Esclave de Yves Ciampi
- 1953 : Les Enfants de l'amour de Léonide Moguy
- 1954 : Interdit de séjour de Maurice de Canonge
- 1954 : La Nuit d'Austerlitz de Stellio Lorenzi
- 1955 : Sophie et le Crime de Pierre Gaspard-Huit
- 1956 : Le Long des trottoirs de Léonide Moguy
- 1956 : OSS 117 n'est pas mort de Jean Sacha
- 1957 : Ces dames préfèrent le mambo de Bernard Borderie
- 1957 : Trois jours à vivre de Gilles Grangier
- 1958 : Les Amants de demain de Marcel Blistène
- 1958 : Prisons de femmes de Maurice Cloche
- 1959 : Pêcheur d'Islande de Pierre Schoendoerffer
- 1959 : Sergent X de Bernard Borderie
- 1960 : Interpol contre X de Maurice Boutel
- 1960 : Callaghan remet ça de Willy Rozier
- 1961 : Le Bateau d'Émile ou Le Homard flambé de Denys de La Patellière
- 1962 : Du mouron pour les petits oiseaux de Marcel Carné
- 1962 : Le Gentleman d'Epsom de Gilles Grangier
- 1963 : L'Année du bac de José-André Lacour
- 1964 : L'Abonné de la ligne U de Yannick Andreï
- 1963 : Le Journal d'une femme de chambre de Luis Buñuel
- 1965 : Angélique et le Roy de Bernard Borderie
- 1966 : Sept hommes et une garce de Bernard Borderie
- 1968 : Adélaïde de Jean-Daniel Simon
- 1969 : The adding machine de Jérôme Epstein
- 1970 : L'alliance de Christian de Chalonge
- 1970 : Comptes à rebours de Roger Pigaut
- 1970 : Ils de Jean-Daniel Simon
- 1972 : Le viager de Pierre Tchernia
- 1974 : Six alcooliques en quête d'un médecin - court métrage - de Gérard Samson
- 1974 : Les Enquêtes du commissaire Maigret, épisode Maigret et la grande perche de Claude Barma : Ernestine Jussiaume dite La grande perche
- 1974 : Malaventure, épisode Dans l'intérêt des familles de Joseph Drimal
- 1974 : Borsalino & Co de Jacques Deray : la maquerelle
- 1975 : Le Guêpier de Roger Pigaut
- 1975 : Parlez-moi d'amour de Michel Drach
- 1975 : Paul Gauguin de Roger Pigaut
- 1976 : Les Conquistadores de Marco Pauly

- 1977 : Dossier danger immédiat, épisode "En verre et contre tous" de Claude Barma

## Théâtre
- 1954 : Bel-Ami de Frédéric Dard d'après Guy de Maupassant, mise en scène Jean Darcante, Théâtre des Célestins
- 1955 : Le Mal d'amour de Marcel Achard, mise en scène François Périer, Théâtre de la Michodière